# Lingua tsafiki
La lingua tsafiki,  detta anche colorado o tsachila (in tsafiki: 'parola vera') è una lingua barbacoana parlata in Ecuador.

## Distribuzione geografica
Lo tsafiki è parlato dall'etnia del popolo indigeno degli Tsáchila. Gli Tsáchilas, chiamati anche "Colorados" dagli occidentali, vivono in Ecuador principalmente nella Provincia di Santo Domingo de los Tsáchilas.
Secondo l'edizione 2009 di Ethnologue nel 2000 si contavano 2.300 locutori di tsafiki.
Nel gennaio 2010, rappresentanti dell'etnia Tsáchila arrivarono a un accordo con le autorità governative per includere lo tsafiki nel programma scolastico del successivo anno  .

## Grammatica
Lo tsafiki è una lingua Soggetto Oggetto Verbo.

## Sistema di scrittura
Per la scrittura viene utilizzato l'alfabeto latino.

## Fonologia
L'inventario consonantico dello tsafiki è composto da:
|            |            | Bilabiale | Alveolare | Alveolare | Palatale | Velare | Glottale |
| centrale   | laterale   | Bilabiale |           |           | Palatale | Velare | Glottale |
| ---------- | ---------- | --------- | --------- | --------- | -------- | ------ | -------- |
| Occlusiva  | sorda      | p         | t         |           |          | k      | ʔ        |
| Occlusiva  | sonora     | b         | d         |           |          |        |          |
| Affricata  | Affricata  |           | ʃ         |           |          |        |          |
| Fricativa  | Fricativa  | ɸ         | s         |           |          | h      |          |
| Nasale     | Nasale     | m         | n         |           |          |        |          |
| Liquida    | Liquida    |           | r         | l         |          |        |          |
| Semivocale | Semivocale | w         |           |           | j        |        |          |

Le alveolari centrali /ʃ, s/ sviluppano allofoni postalveolari /ʧ, ʃ/ davanti a vocale chiusa. 
La realizzazione delle occlusive sonore /b, d/ è preglottalizzata all'interno della parola. 
In posizione iniziale /r/ viene talvolta realizzata come [dɾ].